# Gracixalus truongi
Gracixalus truongi — вид жаб родини веслоногих (Rhacophoridae). Описаний у 2023 році. Поширений на Північному Заході В'єтнаму.

## Назва
Вид названо на честь в'єтнамського герпетолога професора Чионга Куанга Нгуєна з Інституту екології та біологічних ресурсів В'єтнамської академії науки і технологій, на знак визнання його великого внеску в дослідження герпетофауни регіону Індокитаю.

## Опис
Невелика деревна жаба. Тіло завдовжки 32,2–33,1 мм у самців, 37,6–39,3 мм у самиць. Тимпан чіткий; шкіра спини гладка; горло гладке, а вентер зернистий.